# Turacanes Bei
Turacanes ou Turacã Bei ou Turacanes Begue (em grego medieval: Τουραχάνης, Τουραχάν μπέης ou Τουραχάμπεης; romaniz.: Tourachánes, Tourachán ou Tourachámpeis; em albanês: Turhan Bej; em turco: Turahan Bey / Beğ; m. 1456) foi um proeminente comandante militar otomano em 1423 da Tessália até a morte de seu comandante militar otomano em 1423, na Tessália. 1456. Participou de muitas campanhas otomanas do segundo quartel do século XV, lutando contra os bizantinos e também contra a Cruzada de Varna. Seus repetidos ataques à Moreia transformaram o despotado bizantino local em uma dependência otomana e abriu o caminho para sua conquista. Ao mesmo tempo, sua administração da Tessália, onde estabeleceu novos povos, fundou a cidade de Tírnavos e revitalizou a economia, estabeleceu as bases para o domínio otomano na área nos séculos vindouros.

## Vida
Nada se sabe sobre sua data de nascimento ou juventude, exceto que era filho de Basaito, que conquistou Escópia em 1392 e foi o primeiro governador otomano da Fronteira Bósnia (Bosansko Krajište). É mencionado pela primeira vez em 1413 como governador de Vidim, e novamente em 1422, quando lutou contra o governador bizantino de Lâmia, Cantacuzeno Estambomites. Durante o Interregno otomano, foi um dos apoiadores de Mustafá, o Cavalheiro durante a luta deste último contra Maomé I e Murade II. Se tornou governador da Tessália no início de 1423, e liderou sua primeira grande expedição em maio-junho do mesmo ano, contra a península do Peloponeso, no sul da Grécia. Sua cavalaria rompeu o muro recentemente reconstruído do Hexamilião em 21/22 de maio e devastou o interior da península sem oposição. Atacou algumas cidades e assentamentos bizantinos, como Mistras, Leontari, Gardíci e Dabia. Além do saque, a expedição também foi provavelmente uma missão de reconhecimento, em última análise, voltada contra as possessões venezianas na área, já que Veneza foi a principal força motriz por trás das tentativas de unir os vários governantes cristãos da Grécia contra o avanço otomano. Logo depois, o historiador bizantino Ducas relata a presença de Turacanes nas margens do mar Negro. Quase ao mesmo tempo, também fez campanha no Epiro, derrotou tribos albanesas locais e as tornou tributárias do Império Otomano. Na década de 1430, junto com Ali Bei e Isaque Bei, participou das campanhas que suprimiram uma revolta albanesa liderada por Jorge Arianiti e André Topia.
Apesar da devastação infligida ao Peloponeso, a expedição de Turacanes em 1423 foi apenas uma incursão, e os déspotas bizantinas da Moreia foram capazes de restaurar sua posição e gradualmente, ao longo dos anos seguintes, colocar toda a península sob seu controle. Em 1431, no entanto, novamente violou e destruiu o Hexamilião e tomou Tebas em 1435, para evitar que caísse nas mãos dos bizantinos moreotas. O déspota de Moreia, sob a constante ameaça de uma nova invasão turca, agarrou-se a uma independência precária apenas por meio de doações contínuas e pagamento de tributo a Turacanes. Em novembro de 1443, Turacanes participou da Batalha de Nis contra João Corvino, que terminou com uma derrota otomana. Durante sua retirada de Nis, Turacanes e Casim Paxá queimaram todas as aldeias entre Nis e Sófia. Turacanes persuadiu o sultão Murade II a abandonar Sófia também, e seguir uma estratégia de terra arrasada consequente contra o avanço húngaro. Embora os húngaros tenham sido atacados na Batalha de Zlatitsa, numa ação subsequente em Cunovica foram capazes de capturar Mamude Bei, o genro do sultão, criando a impressão de uma campanha vitoriosa em geral. Fontes otomanas contemporâneas culpam a rivalidade entre Casim e Turacanes pela derrota em Cunovica, enquanto alguns afirmam que o déspota sérvio Jorge I (r. 1427–1456) subornou Turacanes para não participar da batalha. Como resultado, Turacanes caiu em desgraça e foi banido pelo sultão para uma prisão em Tokat.
No entanto, logo foi restaurado à sua posição, pois estava presente na campanha de 1446 de Murade contra o Moreia. Murade teria ficado desanimado com a força do Hexamilião, mas Turacanes insistiu em um ataque. Auxiliados por um bombardeio de artilharia, os otomanos novamente violaram as defesas bizantinas e devastaram o Peloponeso à vontade. Como resultado, o Despotado de Moreia foi agora oficialmente reduzido a um estado vassalo otomano. No início de outubro de 1452, Turacanes e seus filhos Amade e Omar lideraram uma grande força no Peloponeso. O sultão Maomé II ordenou que permanecessem lá durante o inverno para evitar que os déspotas Tomás e Demétrio ajudassem seu irmão, o imperador Constantino XI, durante o Cerco de Constantinopla em 1453. Turacanes novamente invadiu o Hexamilião e penetrou na Moreia, atacando de Corinto através da Argólida e Arcádia até a Messênia. Os bizantinos ofereceram pouca resistência após o Hexamilião, embora o filho de Turacanes, Amade, tenha sido capturado numa emboscada em Dervenacia e aprisionado em Mistras.
A queda de Constantinopla em 29 de maio de 1453 teve grande repercussão na Moreia. Os dois déspotas, Demétrio e Tomás, odiavam-se sinceramente e eram impopulares entre seus próprios súditos. Uma rebelião eclodiu contra eles no outono, apoiada tanto pelos imigrantes albaneses locais quanto pelos gregos nativos, e se espalhou rapidamente. Como vassalos do sultão, os déspotas apelaram à ajuda turca, e o filho de Turacanes, Omar, chegou em dezembro. Depois de alguns sucessos, partiu após conseguir a libertação de seu irmão do cativeiro. A revolta não diminuiu e, em outubro de 1454, o próprio Turacanes foi forçado a intervir. Depois de saquear algumas fortalezas, a população rebelde capitulou. Turacanes aconselhou os dois Paleólogos a resolver suas diferenças e governar bem, e então partiu da península. Os dois irmãos, entretanto, não conseguiram se reconciliar e logo voltaram a brigar e conspirar com as potências ocidentais contra o sultão. Em retaliação, Maomé II fez campanha na Moreia em 1458 e conquistou a metade noroeste do país, que se tornou uma província otomana sob o governo de Omar. O resto do despotado caiu em 1460.
O próprio Turacanes foi chamado de volta a Adrianópolis em outubro de 1455 e morreu em cerca de agosto de 1456. Foi enterrado em Kirk Kvak perto de Uzun Köprü na Trácia, mas seu túmulo memorial (türbe) sobrevive até hoje na cidade. Seus descendentes, os Turacanoglu, eram ricos proprietários de terras na Tessália até o final do domínio otomano no final do século XIX; com exceção de seus filhos, no entanto, não alcançaram nenhuma proeminência mais ampla.

## Legado
Turacanes foi classificado entre os grandes e praticamente semiautônomos "lordes-marqueses" (uç beyi) otomanos dos Bálcãs do século XV, ao lado de Evrenos. Foi fundamental no estabelecimento do domínio otomano na Tessália e na Grécia central em geral. Além de suas campanhas de conquista, trouxe 5 000 colonos turcos (ioruques e coniares), que se estabeleceram numa série de doze aldeias em toda a província para fortalecer o controle militar otomano. Além disso, de acordo com a biografia em língua árabe de Turacanes, que o viajante escocês David Urquhart relatou ainda existir na década de 1830 em Tírnavos, também foi o primeiro a instituir uma milícia grega para as regiões montanhosas sem lei da Grécia central, os precursores dos posteriores armátolos.
Turacanes também tomou várias medidas para restaurar a ordem e a prosperidade em sua província, principalmente a fundação (ou refundação) da cidade de Tírnavos, que antes era um pequeno assentamento pastoral. Para atrair e proteger a população ortodoxa grega local, concedeu-lhe privilégios especiais, como estatuto administrativo especial como waqf (uma dotação religiosa) do xarife de Meca, isenções de impostos e proibição de passagem de tropas otomanas pela cidade. Também dotou-a de uma mesquita (destruída após a anexação grega da Tessália em 1881) e uma igreja, São Nicolau Turacanes, que sobrevive até hoje. Ainda dotou toda a província com muitos outros edifícios públicos como mesquitas, mosteiros, madraças, escolas, caravançarais, pontes e banhos. Teve o cuidado de manter e fomentar a indústria têxtil de algodão, seda e lã da Tessália, na medida em que as gerações posteriores atribuíram-lhe a introdução de novas técnicas de tingimento baseadas em bagas amarelas, garança e planta kali, usadas na fabricação de potassa. De lá, esses materiais se espalharam para o resto de Rumélia e daí para a Europa Ocidental.